# Lago Nuevo
Lago Nuevo är en sjö i Argentina.   Den ligger i provinsen Neuquén, i den sydvästra delen av landet, 1 300 km sydväst om huvudstaden Buenos Aires. Lago Nuevo ligger 926 meter över havet. Arean är 0,68 kvadratkilometer. Den ligger vid sjön Lago Falkner. Den sträcker sig 1,1 kilometer i nord-sydlig riktning, och 1,1 kilometer i öst-västlig riktning.
Trakten runt Lago Nuevo består i huvudsak av gräsmarker. Runt Lago Nuevo är det mycket glesbefolkat, med 4 invånare per kvadratkilometer.